# 포천소방서
포천소방서(抱川消防署, Pocheon Fire Station)는 경기도 포천시를 관할하는 경기도 북부소방재난본부 산하의 소방서이다.
소방서장은 소방정으로 보한다.

## 조직
| - 소방행정과 - 소방행정팀 - 회계장비팀 | 재난예방과 - 예방대책팀 - 소방민원팀 | 재난대응과 - 대응전략팀 - 구조구급팀 | - 소방안전특별점검단 - 화재안전조사팀 - 소방사법팀 | - 현장지휘단 - 지휘조사1·2·3팀 |

## 관할센터 및 관할구역
포천소방서는 8개의 119안전센터와 1개의 구조대와 구급대를 산하에 두고 있다.
| 명칭                 | 주소                    | 관할구역                                       | 지역대                      |
| -------------------- | ----------------------- | ---------------------------------------------- | --------------------------- |
| 군내119안전센터      | 군내면 호국로 1538      | 신읍동, 어룡동, 자작동, 설운동, 동교동, 군내면 | 군내119지역대               |
| 소흘119안전센터      | 소흘읍 송우로 182       | 소흘읍                                         |                             |
| 영북119안전센터      | 영북면 영북로 144       | 영북면, 관인면                                 | 관인119지역대               |
| 일동119안전센터      | 일동면 영일로 978       | 일동면, 이동면                                 | 이동119지역대               |
| 가산119안전센터      | 가산면 포천로 120       | 가산면                                         |                             |
| 내촌119안전센터      | 내촌면 내촌로 120       | 내촌면, 화현면                                 | 화현119지역대               |
| 영중119안전센터      | 영중면 양문로 66        | 영중면, 신북면, 창수면                         | 신북119지역대 창수119지역대 |
| 선단119안전센터      | 호국로 1007-33 (선단동) | 선단동                                         |                             |
| 포천소방서 119구조대 | 군내면 호국로 1538      | 경기도 포천시 일원                             |                             |
| 포천소방서 119구급대 | 군내면 호국로 1538      | 경기도 포천시 일원                             |                             |

## 사건사고
- 2013년 2월 13일 화재 현장에서 잔해를 수색하던 도중 1명이 순직하였다.[4]

## 같이 보기
- 대한민국 소방청
- 대한민국의 소방
- 소방관 계급